# Abu Dhabi WTA Women's Tennis Open 2021 - Qualificazioni singolare
Le qualificazioni del singolare dell'Abu Dhabi WTA Women's Tennis Open 2021 sono state un torneo di tennis preliminare per accedere alla fase finale della manifestazione. Le vincitrici dell'ultimo turno sono entrate di diritto nel tabellone principale. In caso di ritiro di una o più giocatrici aventi diritto a queste sono subentrate le lucky loser, ossia le giocatrici che hanno perso nell'ultimo turno ma che avevano una classifica più alta rispetto alle altre partecipanti che avevano comunque perso nel turno finale.

## Teste di serie
1. Tena Lukas (primo turno)
2. Ulrikke Eikeri (spostata nel tabellone principale)
3. Jodie Burrage (ultimo turno, lucky loser)
4. Valentini Grammatikopoulou (ultimo turno, lucky loser)
5. Andrea Lázaro García (primo turno)
6. Anna Bondár (qualificata)
7. Despina Papamichail (ultimo turno, lucky loser)
8. Catherine Harrison (primo turno)

1. Anna Danilina (primo turno)
2. Kateryna Bondarenko (qualificata)
3. Amandine Hesse (qualificata)
4. Anastasija Gasanova (qualificata)
5. Jessica Pieri (ultimo turno)
6. Martina Caregaro (ultimo turno)
7. Irina Fetecău (ultimo turno)
8. Mirjam Björklund (primo turno)

## Qualificate
1. Lucrezia Stefanini
2. Anastasija Gasanova
3. Amandine Hesse
4. Kateryna Bondarenko

1. Lucie Hradecká
2. Anna Bondár
3. Yang Zhaoxuan
4. Bianca Turati

### Lucky loser
1. Jodie Burrage
2. Valentini Grammatikopoulou

1. Despina Papamichail

## Tabellone

### Legenda
| - Q = Qualificato - WC = Wild card - LL = Lucky loser | - ALT = Alternate - SE = Special Exempt - PR = Protected Ranking | - w/o = Walkover - r = Ritirato - d = Squalificato |

### Sezione 1
|  | Primo turno | Primo turno        | Primo turno   | Primo turno | Primo turno |  |  | Ultimo turno | Ultimo turno       | Ultimo turno | Ultimo turno | Ultimo turno |  |
|  |             |                    |               |             |             |  |  |              |                    |              |              |              |  |
|  | 1           | Tena Lukas         | 6             | 4           | 2           |  |  |              |                    |              |              |              |  |
|  |             | Lucrezia Stefanini | 4             | 6           | 6           |  |  |              | Lucrezia Stefanini | 1            | 6            | 7            |  |
|  |             | Riya Bhatia        | Riya Bhatia   | 2           | 1           |  |  | 15           | Irina Fetecău      | 6            | 2            | 6(0)         |  |
|  | 15          | Irina Fetecău      | Irina Fetecău | 6           | 6           |  |  |              |                    |              |              |              |  |

### Sezione 2
|  | Primo turno | Primo turno         | Primo turno         | Primo turno | Primo turno |  |  | Ultimo turno | Ultimo turno        | Ultimo turno | Ultimo turno | Ultimo turno |  |
|  |             |                     |                     |             |             |  |  |              |                     |              |              |              |  |
|  | Alt         | Makoto Ninomiya     | Makoto Ninomiya     | 1           | 4           |  |  |              |                     |              |              |              |  |
|  |             | Ena Shibahara       | Ena Shibahara       | 6           | 6           |  |  |              | Ena Shibahara       | 6            | 5            | 2            |  |
|  |             | Giuliana Olmos      | Giuliana Olmos      | 5           | 3           |  |  | 12           | Anastasija Gasanova | 4            | 7            | 6            |  |
|  | 12          | Anastasija Gasanova | Anastasija Gasanova | 7           | 6           |  |  |              |                     |              |              |              |  |

### Sezione 3
|  | Primo turno | Primo turno               | Primo turno               | Primo turno | Primo turno |  |  | Ultimo turno | Ultimo turno   | Ultimo turno   | Ultimo turno | Ultimo turno |  |
|  |             |                           |                           |             |             |  |  |              |                |                |              |              |  |
|  | 3           | Jodie Burrage             | Jodie Burrage             | 6           | 6           |  |  |              |                |                |              |              |  |
|  |             | Nadežda Kičenok           | Nadežda Kičenok           | 2           | 3           |  |  | 3            | Jodie Burrage  | Jodie Burrage  | 3            | 2            |  |
|  |             | Irene Burillo Escorihuela | Irene Burillo Escorihuela | 3           | 3           |  |  | 11           | Amandine Hesse | Amandine Hesse | 6            | 6            |  |
|  | 11          | Amandine Hesse            | Amandine Hesse            | 6           | 6           |  |  |              |                |                |              |              |  |

### Sezione 4
|  | Primo turno | Primo turno                | Primo turno | Primo turno | Primo turno |  |  | Ultimo turno | Ultimo turno               | Ultimo turno               | Ultimo turno | Ultimo turno |  |
|  |             |                            |             |             |             |  |  |              |                            |                            |              |              |  |
|  | 4           | Valentini Grammatikopoulou | 6           | 1           | 6           |  |  |              |                            |                            |              |              |  |
|  |             | Luisa Stefani              | 4           | 6           | 1           |  |  | 4            | Valentini Grammatikopoulou | Valentini Grammatikopoulou | 1            | 3            |  |
|  |             | Panna Udvardy              | 7           | 2           | 4           |  |  | 10           | Kateryna Bondarenko        | Kateryna Bondarenko        | 6            | 6            |  |
|  | 10          | Kateryna Bondarenko        | 65          | 6           | 6           |  |  |              |                            |                            |              |              |  |

### Sezione 5
|  | Primo turno | Primo turno          | Primo turno | Primo turno | Primo turno |  |  | Ultimo turno | Ultimo turno   | Ultimo turno   | Ultimo turno | Ultimo turno |  |
|  |             |                      |             |             |             |  |  |              |                |                |              |              |  |
|  | 5           | Andrea Lázaro García | 6           | 2           | 1           |  |  |              |                |                |              |              |  |
|  |             | Lucie Hradecká       | 1           | 6           | 6           |  |  |              | Lucie Hradecká | Lucie Hradecká | 7            | 6            |  |
|  | PR          | Carol Zhao           | 6           | 2           | 6           |  |  | PR           | Carol Zhao     | Carol Zhao     | 67           | 1            |  |
|  | 16          | Mirjam Björklund     | 0           | 6           | 2           |  |  |              |                |                |              |              |  |

### Sezione 6
|  | Primo turno | Primo turno     | Primo turno     | Primo turno | Primo turno |  |  | Ultimo turno | Ultimo turno  | Ultimo turno | Ultimo turno | Ultimo turno |  |
|  |             |                 |                 |             |             |  |  |              |               |              |              |              |  |
|  | 6           | Anna Bondár     | Anna Bondár     | 6           | 6           |  |  |              |               |              |              |              |  |
|  |             | Jana Sizikova   | Jana Sizikova   | 0           | 1           |  |  | 6            | Anna Bondár   | 4            | 7            | 7            |  |
|  |             | Katarzyna Piter | Katarzyna Piter | 4           | 0           |  |  | 13           | Jessica Pieri | 6            | 5            | 5            |  |
|  | 13          | Jessica Pieri   | Jessica Pieri   | 6           | 6           |  |  |              |               |              |              |              |  |

### Sezione 7
|  | Primo turno | Primo turno         | Primo turno | Primo turno | Primo turno |  |  | Ultimo turno | Ultimo turno        | Ultimo turno        | Ultimo turno | Ultimo turno |  |
|  |             |                     |             |             |             |  |  |              |                     |                     |              |              |  |
|  | 7           | Despina Papamichail | 2           | 7           | 6           |  |  |              |                     |                     |              |              |  |
|  |             | Federica Di Sarra   | 6           | 5           | 1           |  |  | 7            | Despina Papamichail | Despina Papamichail | 2            | 2            |  |
|  |             | Yang Zhaoxuan       | 3           | 7           | 6           |  |  |              | Yang Zhaoxuan       | Yang Zhaoxuan       | 6            | 6            |  |
|  | 9           | Anna Danilina       | 6           | 64          | 4           |  |  |              |                     |                     |              |              |  |

### Sezione 8
|  | Primo turno | Primo turno        | Primo turno        | Primo turno | Primo turno |  |  | Ultimo turno | Ultimo turno     | Ultimo turno     | Ultimo turno | Ultimo turno |  |
|  |             |                    |                    |             |             |  |  |              |                  |                  |              |              |  |
|  | 8           | Catherine Harrison | 4                  | 7           | 1           |  |  |              |                  |                  |              |              |  |
|  |             | Bianca Turati      | 6                  | 64          | 6           |  |  |              | Bianca Turati    | Bianca Turati    | 6            | 6            |  |
|  |             | Valerija Strachova | Valerija Strachova | 3           | 3           |  |  | 14           | Martina Caregaro | Martina Caregaro | 0            | 3            |  |
|  | 14          | Martina Caregaro   | Martina Caregaro   | 6           | 6           |  |  |              |                  |                  |              |              |  |